# Krzysztof Kowalczyk (dziennikarz)
Krzysztof Kowalczyk (ur. 1972) – polski dziennikarz prasowy.
Studiował na Wydziale Stosowanych nauk Społecznych na Uniwersytecie Warszawskim. Ukończył też podyplomowe studia dziennikarskie na UW. Był stażystą w Polskim Radiu, telewizji Puls i „Rzeczpospolitej”. Pracował dla KAI, PAP i agencji prasowej Polskapresse. Z niej przeszedł do działu krajowego dziennika „Polska”.
Zwycięzca nagrody Grand Press 2008 w kategorii news (za artykuł Piekło starców w Radości).